# KSK Sefa Herentals
KSK Sefa Herentals is een Belgische voetbalclub uit Herentals. De club is aangesloten bij de KBVB met stamnummer 5360 en heeft blauw en geel als clubkleuren.

## Geschiedenis
In het interbellum speelden in Herentals de voetbalclubs Herentalsche SK en Netha FC Herentals. De beide clubs smolten tijdens de Tweede Wereldoorlog officieus samen tot FC Herentals. In 1950 werd nog een nieuwe club opgericht in Herentals, namelijk Sefa Sport Herentals. De club sloot zich aan bij de Belgische Voetbalbond onder stamnummer 5360 en ging er in de provinciale reeksen spelen. Toen de Belgische Voetbalbond begin jaren 70 officieel van start ging met damesvoetbal, trad ook Sefa Sport met een damesploeg in competitie. De damesploeg was een van de beteren van het land, en werd vanaf 1974 ondergebracht in een zelfstandige club, Sefa Dames Herentals, dat zich bij de KBVB aansloot met stamnummer 8189. In 1976 ontstond nog een Herentalse club met Herentals SK, dat zich met stamnummer 8415 aansloot.
In 1998 fusioneerde Sefa Sport Herentals met SK Herentals tot Sportkring Sefa Herentals (SKS Herentals). De clubs speelde verder onder stamnummer 5360 van Sefa Sport. In 1999 werd SKS Herentals de eerste club van Herentals, toen het oudere KFC Herentals, dat hoog in de nationale reeksen speelde, werd opgeheven. SKS Herentals speelde op dat moment op het allerlaagste niveau, vierde provinciale. In 2000 kreeg SKS er in zijn reeks weer een stadsgenoot bij, met het nieuw opgerichte VC Herentals. In 2001 werd SKS Herentals koninklijk en de naam werd K. Sportkring Sefa Herentals.
In 2002 werd SKS Herentals kampioen, met twee punten voorsprong op stadsgenoot VC Herentals, en promoveerde zo naar derde provinciale. Twee jaar later promoveerde men al verder naar tweede provinciale. Het verblijf in tweede bleef voorlopig echter beperkt tot een seizoen. De volgende jaren speelde men meermaals de eindronde, maar men kon geen nieuwe promotie afdwingen. Uiteindelijk werd men in 2009 kampioen en de club steeg nogmaals naar tweede provinciale. In de seizoenen van 2009 tot 2012 bleven ze in hier spelen. Na enkele degradaties speelde KSKS in 2014 terug in 4de provinciale. In 2017 speelden ze 1 jaartje in 3de provinciale.  
Vanaf 2022 werd de opgang ingezet onder de sportieve leiding van Gerd Heylen, de promotie werd gevierd na eindrondewedstrijden tegen Mol Sport. In  2024 promoveren ze naar 2de provinciale door opnieuw de eindronde te winnen. Daar verblijven ze maar een jaartje, want na een beklijvende titelstrijd met KFC Wezel Sport kunnen ze een speeldag voor het einde de kampioenstitel vieren en stijgt de fusieclub naar 1e provinciale. Sefa Herentals bewerkstelligt deze promoties met eigen jeugdspelers. 

## Resultaten
| Seizoen | Klasse | Klasse | Klasse | Klasse | Klasse | Klasse | Klasse | Klasse | Klasse | Reeks                    | Punten                                                   | Opmerkingen                                              |
|         | 1A     | 1B     | 1Am    | 2Am    | 3Am    | P.I    | P.II   | P.III  | P.IV   |                          | Vanaf 2016-17 zijn er 3 nationale en 2 regionale niveaus | Vanaf 2016-17 zijn er 3 nationale en 2 regionale niveaus |
| ------- | ------ | ------ | ------ | ------ | ------ | ------ | ------ | ------ | ------ | ------------------------ | -------------------------------------------------------- | -------------------------------------------------------- |
| 2016/17 |        |        |        |        |        |        |        | 11     |        | Derde prov. Antwerpen C  | 34                                                       |                                                          |
| 2017/18 |        |        |        |        |        |        |        | 16     |        | Derde prov. Antwerpen C  | 7                                                        | Degradatie                                               |
| 2018/19 |        |        |        |        |        |        |        |        | 5      | Vierde prov. Antwerpen E | 61                                                       |                                                          |
| 2019/20 |        |        |        |        |        |        |        |        | 5      | Vierde prov. Antwerpen D | 51                                                       |                                                          |
| 2020/21 |        |        |        |        |        |        |        |        | 5      | Vierde prov. Antwerpen F | -                                                        | Seizoen geschrapt wegens Covid-19                        |
| 2021/22 |        |        |        |        |        |        |        |        | 2      | Vierde prov. Antwerpen F | 60                                                       | Promotie via eindronde                                   |
| 2022/23 |        |        |        |        |        |        |        | 8      |        | Derde prov. Antwerpen C  | 44                                                       |                                                          |
| 2023/24 |        |        |        |        |        |        |        | 2      |        | Derde prov. Antwerpen C  | 58                                                       | Promotie via eindronde                                   |
| 2024/25 |        |        |        |        |        |        | 1      |        |        | Tweede prov. Antwerpen B | 66                                                       | Kampioen                                                 |
| 2025/26 |        |        |        |        |        |        |        |        |        | Eerste prov. Antwerpen   |                                                          |                                                          |